# Erythrodiplax gomesi
Erythrodiplax gomesi – gatunek ważki z rodziny ważkowatych (Libellulidae).